# Щёкино (железнодорожная станция)
Щёкино (в 1868—1903 годах — Ясенки) — железнодорожная станция Московской железной дороги, расположена в городе Щёкино Тульской области. Объект культурного наследия народов России федерального значения, охраняется государством.

## История
Станция Ясенки Московско-Курской железной дороги была открыта в 1868 году.
Получила название по деревне Ясенки, которая располагалась неподалёку и была центром Ясенковской волости Крапивенского уезда Тульской губернии. С этого момента при станции стал расти посёлок, который впоследствии станет одним из населённых пунктов, вокруг которых образуется город Щёкино.
4 января 1872 года здесь бросилась под товарный поезд знакомая писателя Льва Толстого Анна Пирогова, ставшая одним из прототипов Анны Карениной в его одноимённом романе.
С 1 января 1904 года станция переименована в Щёкино по названию недалеко расположенной деревни.
На станции часто бывал Лев Толстой, получал здесь почту и ездил отсюда поездом. 10 ноября 1910 года здесь он сел на поезд и навсегда покинул Ясную Поляну.
1 сентября 1953 года решением исполкома Тульского областного Совета депутатов трудящихся станцию включили в список исторических памятников республиканского значения. На здании вокзала установили мемориальную табличку, а со стороны путей установили памятник Толстому.
В 1956 году на станции возвели современное двухэтажное здание вокзала взамен старого деревянного. В советские годы в нём работали механическое перекидное табло, автоматы по продаже газет, парикмахерская, на втором этаже действовала гостиница.
В 1957 году станция была электрифицирована.
4 декабря 1974 года станция была признана памятником государственного значения, подлежащим государственной охране, как «станция, с которой 28 октября 1910 г. Л. Н. Толстой навсегда уехал из Ясной Поляны».
В 1990 году станцию капитально отремонтировали, на втором этаже вокзала разместился пост электрической централизации станции.
В 1950—2000-е годы действовал перекидной мост над железнодорожными путями, после чего из-за ветхого состояния был разобран.
В 2006 году станцию перевели с водяного отопления от угольной котельной на газовое.

## Музейно-культурный комплекс
28 октября 2016 года на станции открылся историко-культурный комплекс, посвящённый Льву Толстому и героям Отечественной войны 1812 года.
В рамках создания комплекса благоустроили территорию станции, отремонтировали фасад, заменили мемориальную табличку, буквы «Щёкино» со стороны путей и установили буквы «Вокзал» со стороны ул. Болдина. В здании станции открыли музейную комнату с экспозициями, посвящёнными Льву Толстому и его творчеству, тулякам — участникам Отечественной войны, истории химической компании «Щёкиноазот». Музейная комната получила статус филиала музея-усадьбы Льва Толстого «Ясная Поляна».
На территории станции установлены железнодорожный вагон конца XIX — начала XX века, стилизованный остановочный пункт с билетной кассой, кубовая, маневровый тепловоз ТГМ-23В, который работал на «Щёкиноазоте», два вагона-цистерны постройки 1945—1948 годов, в которых возили метанол.

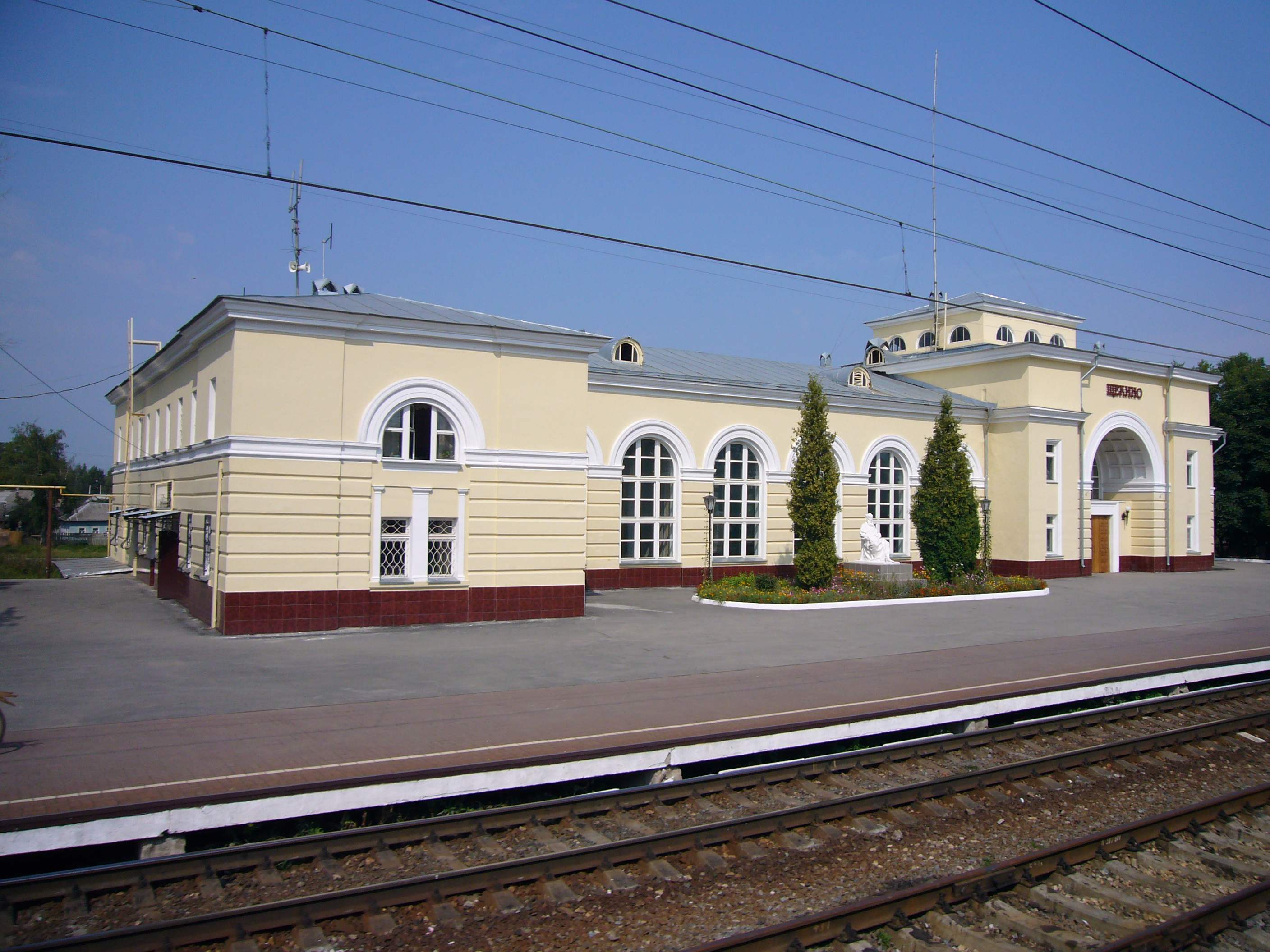
Станция Щёкино в 2006 году

## Пассажирское движение
По состоянию на 2025 год, на станции Щёкино ежедневно останавливаются поезда Москва — Курск, Курск — Москва, электрички Орёл — Тула, Скуратово — Тула, сезонно Белгород — Санкт-Петербург, Санкт-Петербург — Белгород.